# Кануков, Александр Владимирович
Александр Владимирович Ка́нуков (р. 19 января 1960; Орджоникидзе, РСФСР, СССР) — российский живописец, скульптор.

## Биография
Родился 19 января 1960 года в городе Орджоникидзе (ныне Владикавказ). Учился в школе № 3 города Орджоникидзе, затем, с 1975 по 1979 год, — в Орджоникидзевском художественном училище. В 1980 году стал студентом Ленинградского института живописи скульптуры и архитектуры им. И. Е. Репина мастерская народного художника СССР, лауреата Гос. премий СССР В. М. Орешникова.
С 1997 года является членом Союза Художников России.
Работы художника хранятся в ряде российских музеев, в частных коллекциях в России, США, Венгрии, Греции, Польше, Пуэрто-Рико.
Живёт и работает во Владикавказе.

## Семья
- Отец — Кануков Владимир Николаевич (1927—1999), журналист, заслуженный деятель культуры Северо-Осетинской АССР, с 1959 по 1988 редактор республиканской газеты «Растдзинад» председатель союза журналистов СОАССР
- Мать — Канукова Лидия Казбековна, филолог, преподаватель немецкого языка
- Сестра — Канукова Залина Владимировна, доктор исторических наук, профессор, директор СОИГСИ РАН, заслуженный деятель науки Республики Северная Осетия-Алания
- Сестра — Канукова Зарема Владимировна, кандидат медицинских наук
  - Имеет двоих детей

## Некоторые произведения
Скульптура:
- «Сон у родника»
- «Раздумье»
- «На равнину»

Живопись:
- «Натюрморт „Легенда“
- „В старой башне“
- „Портрет заслуженного военного летчика СССР Мурата Каргинова“
- „Городок в Альпах“

## Галерея

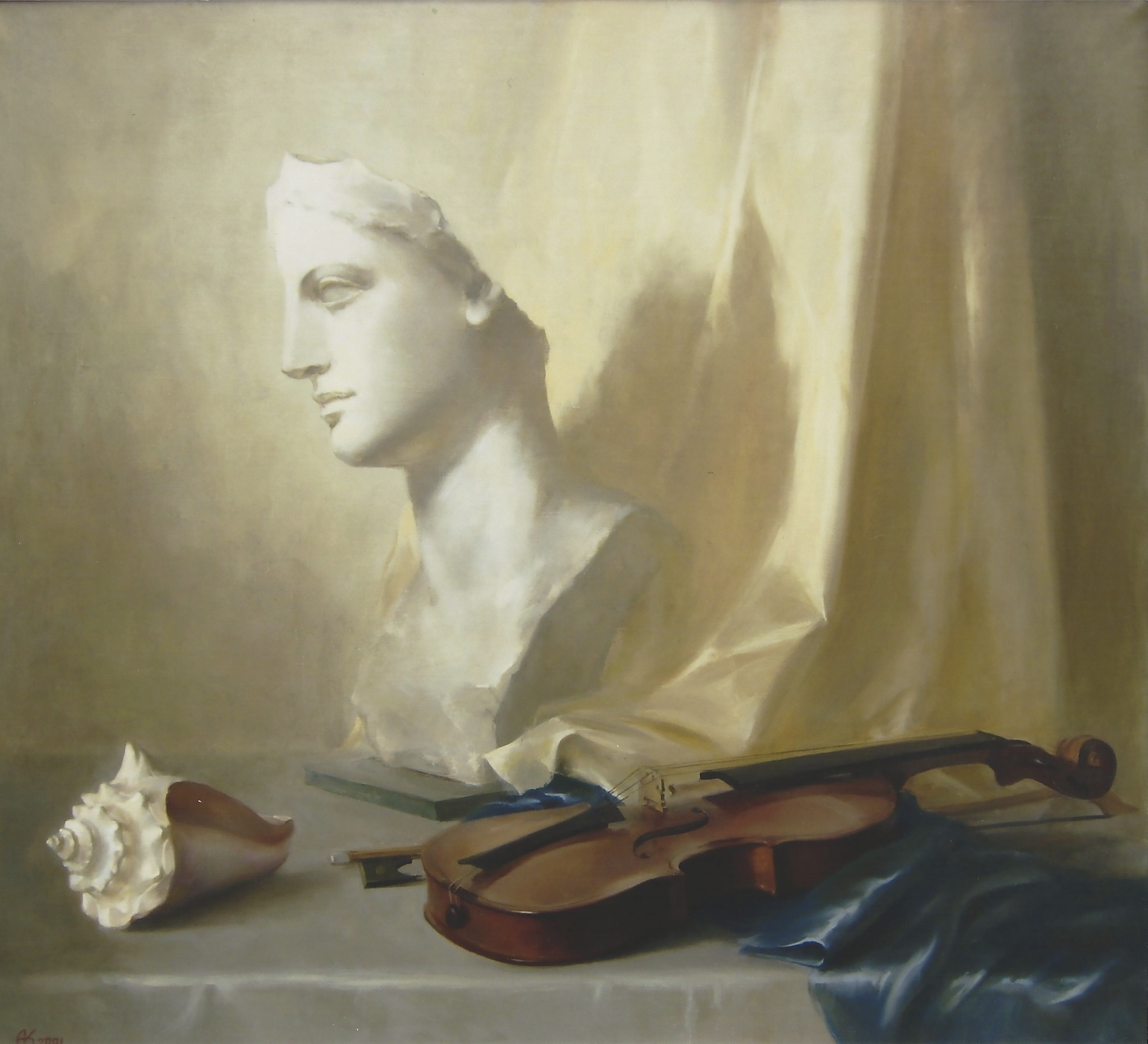
«Натюрморт Мелодия»
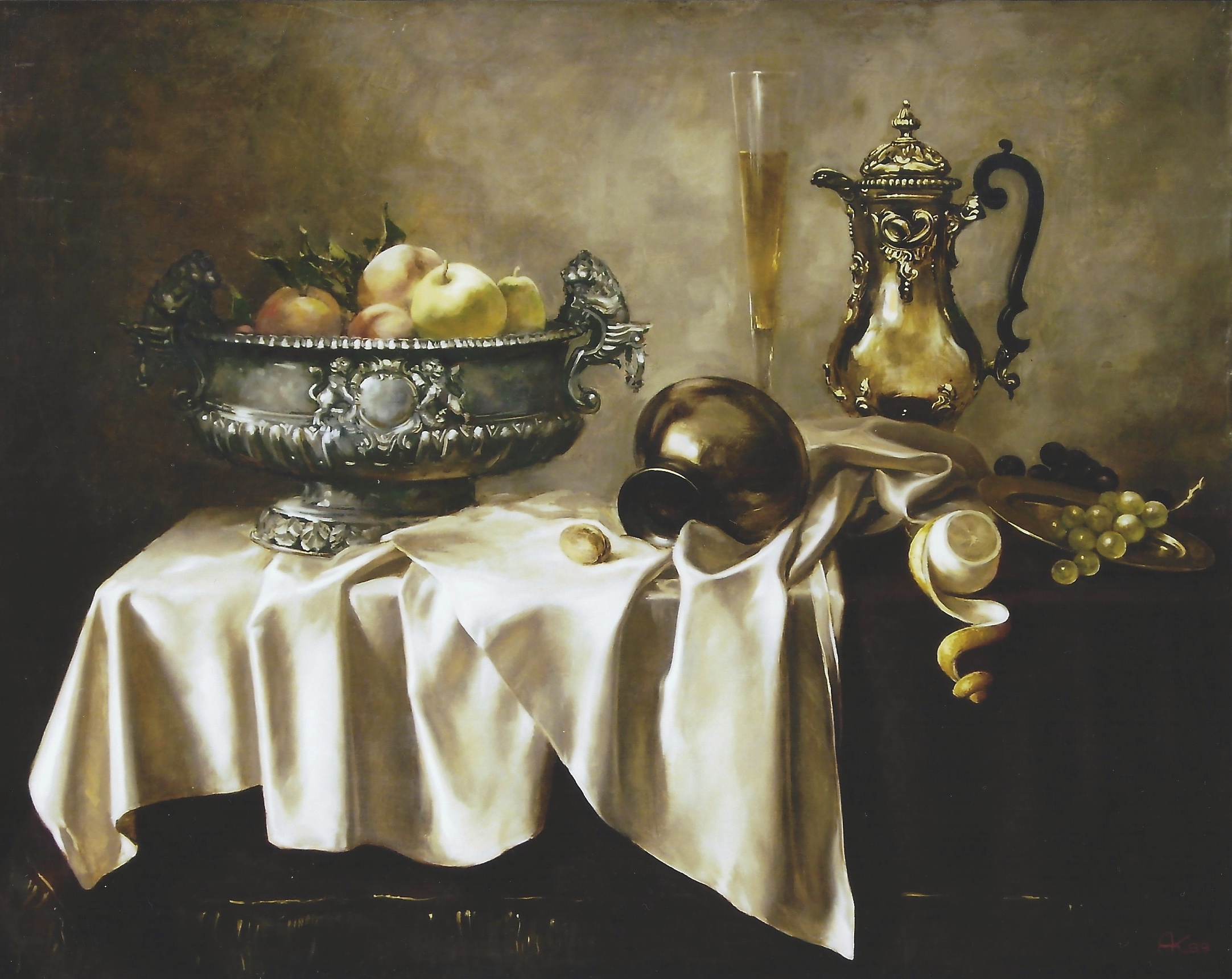
«Голландский натюрморт»
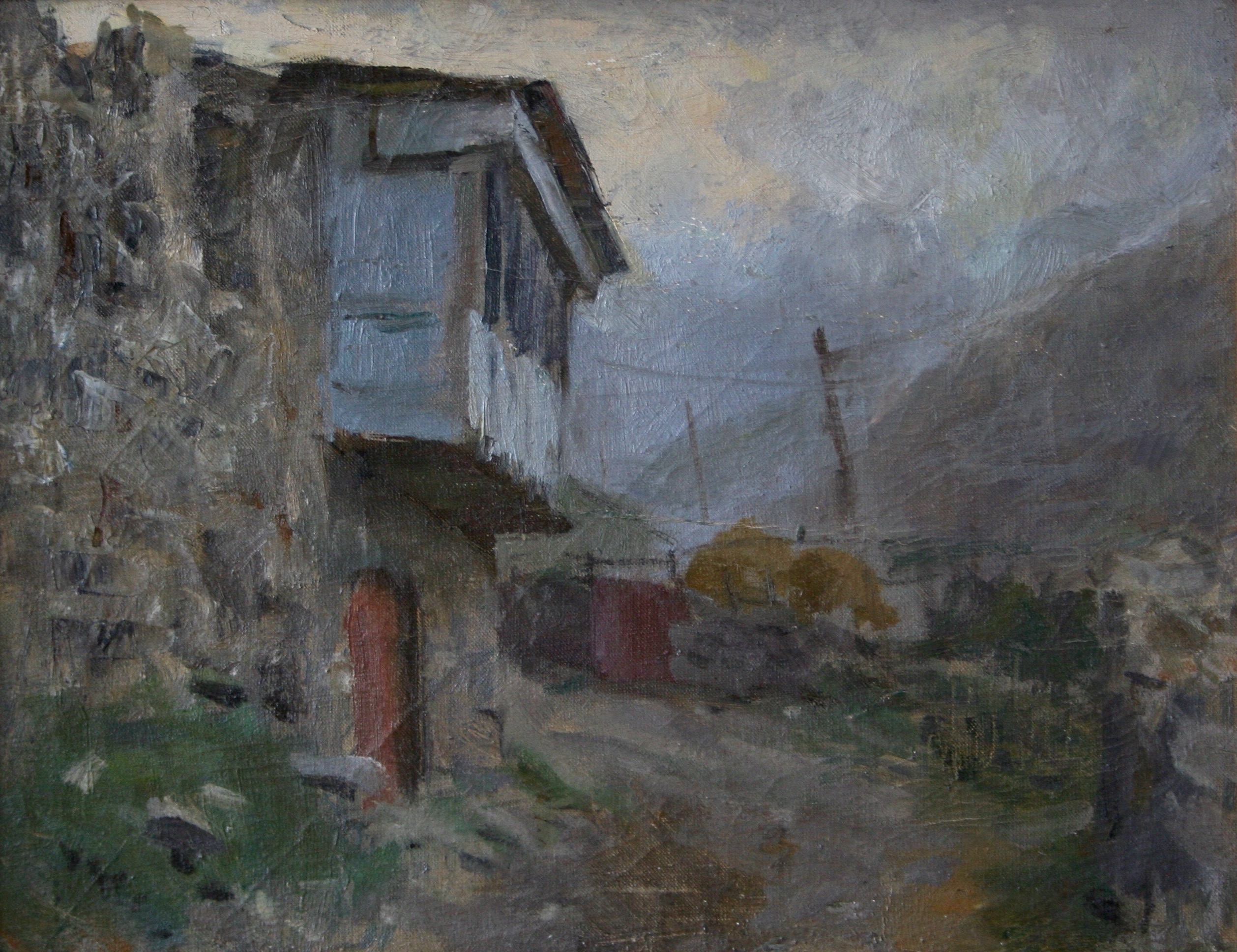
«Вечер в ауле Лац», 1985
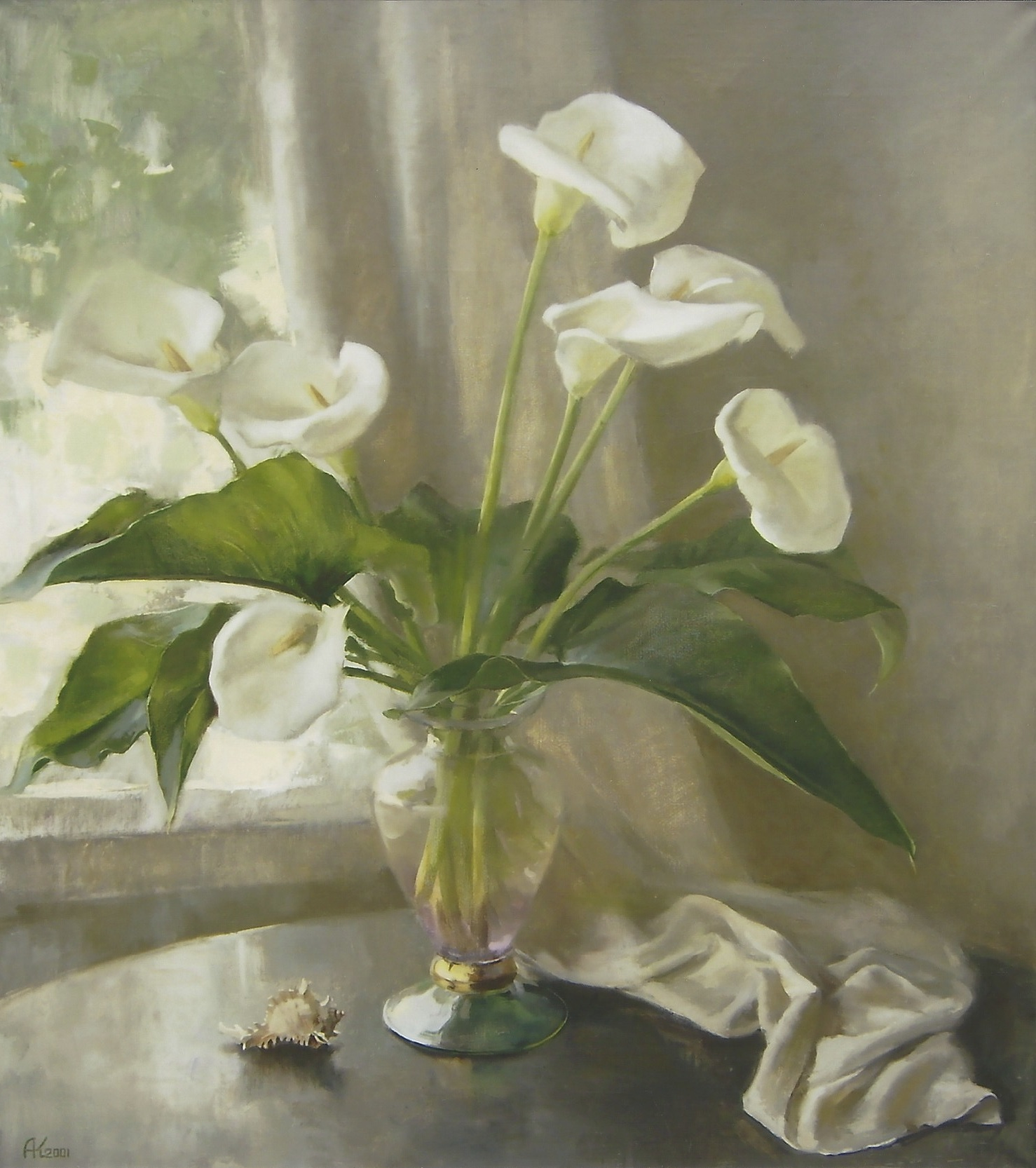
«Натюрморт с белыми цветами»
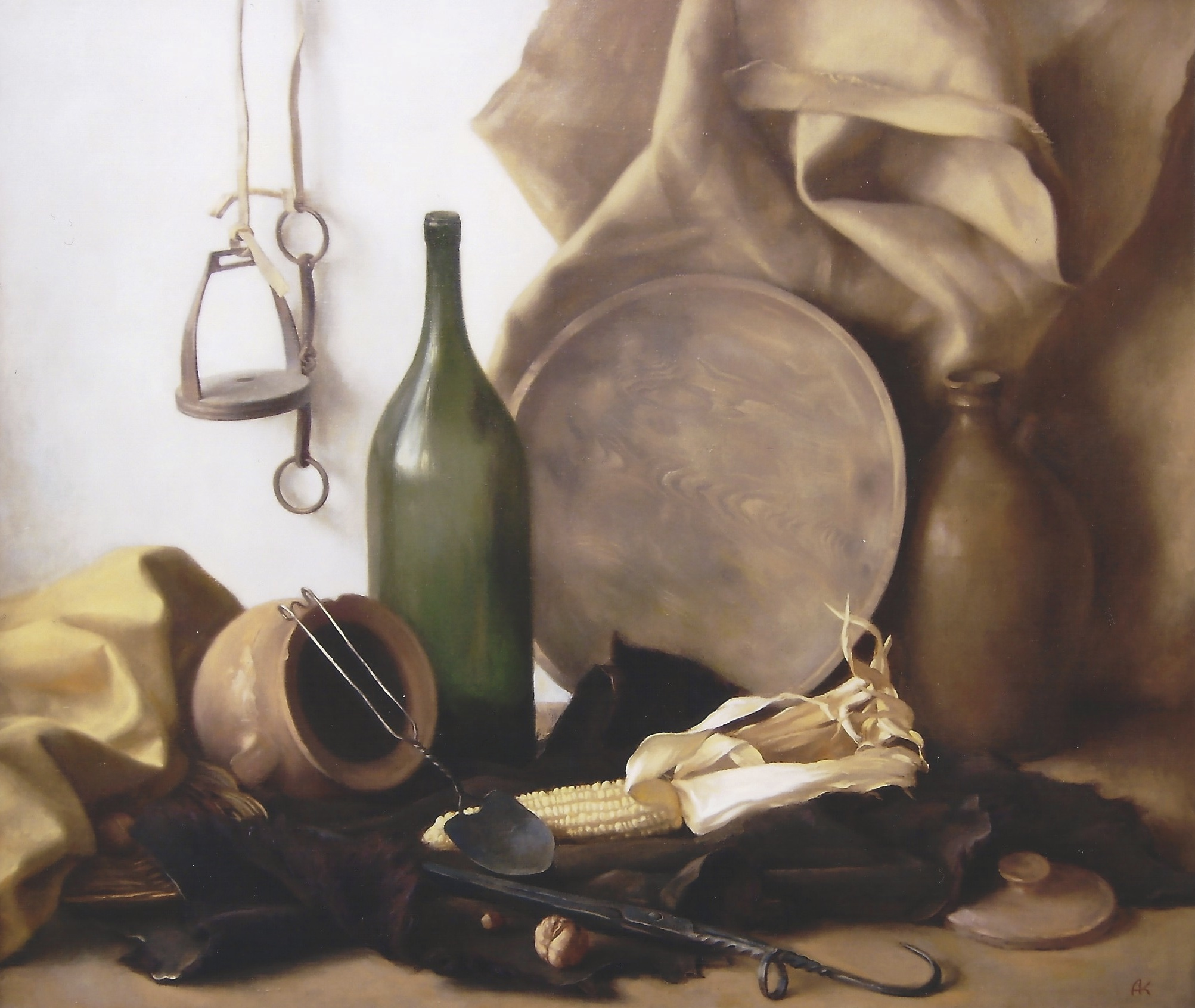
«Крестьянский натюрморт»

## Награды

отрывок из литературного журнала „Мах дуг“, обзор творчества А. Канукова

- Заслуженный художник РСО-Алания (2012);
- Диплом фонда „Мир Кавказа“ и Национальной галереи искусств „Атей“, Москва;
- Благодарность Российской Академии Художеств.

## Выставки
- 2007 год

Выставка современного искусства. г. Будапешт, Венгрия. Галерея „Вари“.

Выставка русских художников „Наша Родина“. г. Нейплс, Флорида, США. Музей современного искусства.
- 2008 год

Экспозиция в выставочном зале „Марджигян“. г. Бока-Ратон. Флорида. США.

Выставка современного искусства „Карибский пейзаж“. г. Сан-Хуан, Пуэрто Рико Галерея „Патрисия Пэн“
- 2009 год

Республиканская художественная выставка „Осенний вернисаж −2009“. г. Владикавказ. Выставочный зал СХ РСО — Алания.

Юбилейная художественная выставка, посвященная 70-летию Союза художников РСО — Алания г. Владикавказ. Выставочный зал СХ РСО — Алания.

Республиканская художественная выставка „150 лет К. Л. Хетагурову“. г. Владикавказ. Выставочный зал СХ РСО — Алания.
- 2010 год

Республиканская художественная выставка „Портрет в творчестве художников Осетии“ г. Владикавказ. Выставочный зал СХ РСО — Алания.
- 2011 год

Республиканская художественная выставка „Натюрморт в творчестве художников Осетии“ г. Владикавказ. Выставочный зал СХ РСО — Алания.

Республиканская художественная выставка „Осенний вернисаж“ г. Владикавказ. Выставочный зал СХ РСО — Алания.
- 2012 год

Образ женщины в творчестве художников Осетии. СХ РСО-А Владикавказ (Портрет Марии Кусаевой)
Вернисаж года. СХ РСО-А Владикавказ („Кубачи“, „Заур“)
- 2013 год

Вернисаж года. СХ РСО-А Владикавказ (Натюрморт по мотивам голландской живописи)
- 2014 год

Выставка»75 лет Союзу Художников Осетии" СХ РСО-А Владикавказ (Скульптура)
- 2015 год

Выставка «70-летию Великой Отечественной войны» СХ РСО-А Владикавказ (Село Лац)
«Осетинский колорит». Мемориальный комплекс А. Кадырова, Грозный. (Вечер в Урсдоне)
Вернисаж года. «Графические эскизы». СХ РСО-А Владикавказ